# FV300系列
FV300系列坦克是英國于1947-50年間的一系列英國的輕型裝甲戰鬥車輛工程。
之後，該工程只停留在了原型車階段。原型車由維克斯公司製造。
儘管工程胎死腹中，但是，它卻為維克斯Vijayanta和維克斯主戰坦克提供了一些借鑑。

## 型號
- FV301  21噸的安裝77mmHV的坦克

- FV302  GPO/ CPO指揮車

- FV303  安裝QF 20磅炮的自行火炮

- FV304  安裝QF 25磅炮的自行火炮

- FV305  安裝BL 5.5英寸中型火炮的自行火炮

- FV306  輕型裝甲支援車

- FV307  雷達車

- FV308  野戰炮牽引車

- FV309  用於皇家炮兵

- FV310  裝甲運兵車

- FV311  裝甲載具[2]

## 腳註/來源
1. 1 2  .   [2013-12-31]. （原始内容存档于2011-07-07）.
2. ↑  .   [2013-12-31]. （原始内容存档于2013-12-26）.

## 外部連結
- Arcane Fighting Vehicles（页面存档备份，存于）

- HenkofHolland（页面存档备份，存于）

| 论 编 | 二戰後歐洲裝甲戰鬥車輛 |